# Erminio Macario
Erminio Macario (27 de mayo de 1902-25 de marzo de 1980) fue un actor y humorista teatral, cinematográfico y televisivo de nacionalidad italiana. A lo largo de su larga carrera trabajó en unos cincuenta espectáculos teatrales y de variedades, así como en revistas, comedias musicales y teatro convencional. Alcanzó pronto el éxito, y descubrió a numerosas soubrettes. También prestó su personalidad surrealista al cine y a la televisión, adoptando a menudo el idioma piamontés para sus personajes y sus caricaturas.

## Biografía

### Inicios
Nacido en Turín, Italia, tuvo en común con otros grandes cómicos de su época tres características: la precocidad, la pobreza familiar y la vocación.   
Nacido en el seno de una familia muy pobre, Macario empezó a actuar siendo niño en el teatro de su escuela, la cual hubo de dejar pronto para trabajar y ayudar a su familia. Entre uno y otro trabajo, a los 18 años de edad, en 1920, ingresó en una compañía de "scavalcamontagne", término piamontés que se refiere a las formaciones que representan dramas y farsas en los días de feria, y en la cual tuvo su primer verdadero público, debutando en Belgioioso, en la provincia de Pavía.
En 1921 debutó de manera oficial en el teatro, y en 1924 se pasó a los espectáculos de variedades con un contrato con la compañía de "baile y pantomima" de Giovanni Molasso. Hizo el papel de "segundo cómico" en el "Teatro Romano" de Turín con las revistas Sei solo stasera y Senza complimenti. A partir de septiembre de 1924 fue a Milán, actuando en Il pupo giallo y Vengo con questa mia, de Piero Mazzuccato, y en 1925 representando Tam-Tam, de Carlo Rota, y Arcobaleno, de Piero Mazzuccato y Carlo Veneziani.
Para Macario, además de un salto profesional, fue la ocasión para aprender y desarrollar su natural inclinación a la mímica, para la cual contribuían su físico delgado y su fluidez de movimientos.

### Los años veinte
Macario, sin embargo, antes que mimo quería ser un cómico. Su primer gran paso lo dio en 1925 cuando la famosa soubrette Isa Bluette lo descubrió, contratándole para actuar en su compañía como "cómico grotesco". Con esta formación tuvo la oportunidad de trabajar en teatro de calidad, pudiendo actuar en Turín con Valigia delle indie, de Ripp y Bel-Ami. 
De modo gradual Macario fue diseñando una comicidad personal, compuesta por una máscara cuyas características más evidentes eran un mechón de pelo en la frente, los ojos redondos y sus andares de holgazán. Pero observó que el éxito del espectáculo se debía también a la presencia en escena de atractivas mujeres, siendo consciente de la eficacia del contraste entre la inocencia y sencillez de su máscara y el erotismo de las soubrettes que le acompañaban.
Macario siguió con Isa Bluette cuatro años, adquiriendo cada vez mayor fama y firmando en 1929 su primera revista como autor, Paese che vai, compuesta en colaboración con Chiappo.

### Rey de la revista
En 1930 estaba listo para otro importante paso: la fundación de una compañía teatral propia, con la cual actuó por Italia entre 1930 y 1935. Salvo alguna incursión en el género del avanspettacolo, su formación siguió siendo una de las compañías de revista más longevas del teatro italiano, con treinta años de trayectoria. En 1936 produjo, junto a Hilda Springher y Enzo Turco, una serie de revistas compuestas por Bel-Ami. En 1937 contrató a Wanda Osiris, con la que formó la pareja más famosa de los espectáculos de género. Fueron Macario y Osiris los que escenificaron una de las primeras comedias musicales italianas, Piroscafo giallo, ei Macario, Ripp y Bel-Ami. 
A partir de 1937 Macario presentó anualmente una nueva revista, siempre con nuevas actrices, algunas de ellas bellísimas, y que contrataba en sustitución de los bailarines, en un intento de innovación del género. Entre las muchas actrices lanzadas por Macario figuran Tina De Mola, Olga Villi, Isa Barzizza, las hermanas Nava (Pinuccia, Diana, Lisetta y Tonini), Elena Giusti, Lily Granado, Marisa Maresca, Lauretta Masiero, Dorian Gray, Flora Lillo, Marisa Del Frate, Lucy D'Albert, Valeria Fabrizi, Sandra Mondaini y Lea Padovani, conocidas más adelante como intérpretes cinematográficas.
En 1938 se enamoró de Giulia Dardanelli, de dieciséis años, que más adelante sería su segunda esposa (él ya había estado casado con la coreógrafa Maria Giuliano). En 1951, en París, Macario y Dardanelli se casaron con ocasión de la representación de la revista Votate per Venere. Mientras tanto, de su unión habían nacido dos niños, Alberto (1943), pintor, artista visual y escritor, y Mauro (1947), director, poeta, escritor y biógrafo de su padre. 
Gracias a sus relevantes dotes escénicas y a su mímica y comicidad, en breve tiempo Macario pasó a ser el protagonista más famoso de la revista italiana, tanto como para ser consagrado como el "Rey de la revista", con espectáculos ejemplares por la riqueza de la puesta en escena, el vestuario, la música y, sobre todo, por las mujeres que componían su cuerpo de baile.

### De la revista a la comedia musical
Durante toda la década de 1940 Macario prosiguió con su actividad teatral, encadenando un éxito tras otro. Fueron memorables las revistas Amleto, che ne dici? (1944), Febbre azzurra (1944-1945), Follie d'Amleto (1946), Le educande di San Babila (1948), Ocklabama (1949) y La bisbetica sognata (1950). En 1951 hizo una gira triunfal por Francia con la suntuosa revista Votate per Venere, con la presencia entre el público parisino de las más altas personalidades de la ciudad.
A partir de mediados de la década de 1950, sin embargo, la revista cedió puestos a la nueva comedia musical, al cambiar los gustos y tendencias del público. Tras el récord de taquilla alcanzado con Made in Italy (1953, que también marcaba su regreso junto a Wanda Osiris) y Tutte donne meno io (1955, en la cual Macario era el único hombre, acompañado de casi cuarenta chicas), el cómico se dedicó a la comedia musical.
Junto a grandes actrices como Sandra Mondaini y Marisa Del Frate, Macario creó inolvidables shows como L'uomo si conquista la domenica (1955), Non sparate alla cicogna (1957, de Ruggero Maccari y Mario Amendola), E tu, biondina (1957) y Chiamate Arturo 777 (1958, de Bruno Corbucci y Giovanni Grimaldi).

### Primeros éxitos cinematográficos
Paralelamente al teatro, en los inicios de la década de 1930 Macario empezó a actuar en el cine. Debutó en 1933 con Aria di paese (del cual firmó también el guion), y que fue una experiencia poco afortunada. 
Su segunda película, Imputato, alzatevi! (1939, de Mario Mattoli con guion de Vittorio Metz y Marcello Marchesi), tuvo mucho más éxito. Quizás en este film, por primera vez en la historia del cine italiano, puede hablarse de humor surrealista. 
Después siguió una trilogía en tiempos del fascismo, los filmes Lo vedi come sei... lo vedi come sei? (1939), Il pirata sono io! (1940) y Non me lo dire! (1940).
Macario llegó al cine con todas las características físicas y expresivas ya experimentadas en el teatro, construyendo un personaje sencillo e ingenuo, a veces melancólico, pero siempre optimista y confiado. El éxito en la gran pantalla continuó hasta los primeros años cincuenta, primero con la taquillera Come persi la guerra (1947), y después con L'eroe della strada (1948) y Come scopersi l'America (1949), cintas todas dirigidas por Carlo Borghesio y producidas por Luigi Rovere, y en las cuales también actuaba Carlo Rizzo.

### Los años cincuenta y sesenta
De vuelta a Roma, Macario trató de extender su actividad teatral a la producción cinematográfica, realizando el film Io, Amleto (1952). Esta cinta fue un desastre pero, a pesar de las grandes pérdidas, el artista no se dio por vencido y con sus posteriores revistas siguió obteniendo importantes éxitos de público y taquilla. Más adelante trabajó en muchas otras películas, aunque no siendo siempre el protagonista absoluto, salvo en algunos intentos que no consiguieron el resultado esperado. 
En 1957 el director y escritor Mario Soldati le ofreció hacer un papel dramático en el film Italia piccola. Aunque inusual, Macario tuvo una excelente actuación y demostró una vez más su notable versatilidad. 
Entre 1959 y 1963 actuó en seis filmes con su gran amigo Totò: La cambiale (1959), Totò di notte n. 1 (1962), Lo smemorato di Collegno (1962), Totò contro i quattro (1963), Il monaco di Monza (1963) y Totò sexy (1963). 

### Años setenta
Tras abandonar la revista, Macario se dedicó sobre todo al teatro convencional, distinguiéndose también en los papeles dramáticos, además de hacer algunas incursiones en el teatro en piamontés. En este género consiguió también un gran éxito con el famoso texto piamontés Miserie 'd Monssù Travet, llevado a escena en el Teatro Stabile di Torino en 1970. 
La década de 1970, en la cual Macario se dedicó a la adaptación televisiva de algunas de sus comedias de éxito, también fue testigo de su dedicación al teatro serio y la comedia musical. Entre sus numerosas producciones del periodo, se recuerdan Achille Ciabotto medico condotto (1971-1972), Carlin Ceruti sarto per tutti (1974), el film Il piatto piange (1974, de Paolo Nuzzi) y Due sul pianerottolo (1975-1976), gran éxito teatral en el que actuaba Rita Pavone, y del que en 1976 rodó una adaptación para el cine Mario Amendola con producción de Luigi Rovere, la última película interpretada por Macario.

### Últimos años
En sus últimos años Macario se dedicó a la formación de un teatro propio, La Bomboniera (Turín), que inauguró en 1977 con la comedia "Sganarello medicosifaperdire", escrita por Carlo Maria Pensa y Mauro Macario.
También actuó en televisión, siendo uno de los protagonistas de Carosello hasta 1978. En 1974 trabajó en Milleluci, con Mina Mazzini y Raffaella Carrà, producción dedicada al género de variedades, y en 1975 protagonizó otro programa de variedades, Macario uno e due. En 1978 la Rai le homenajeó con Macario più, una producción de seis episodios en la cual el actor hacía un recorrido por las etapas de su larga carrera. Finalmente, en 1979 protagonizó durante unos meses el espectáculo televisivo Buonasera con...Erminio Macario, con dirección de Mauro Macario.
En el transcurso de la representación final de su última obra, Oplà, giochiamo insieme, Macario notó un malestar que resultó ser síntoma de un tumor. Erminio Macario falleció el 25 de marzo de 1980, en una clínica de Turín, estando acompañado de su segunda esposa, Giulia Dardanelli. Tenía 77 años de edad.

## Filmografía
| - Aria di paese, de Eugenio De Liguoro (1933). - Lo vedi come sei... lo vedi come sei?, de Mario Mattoli (1939). - Imputato, alzatevi!, de Mario Mattoli (1939). - Non me lo dire!, de Mario Mattoli (1940). - Il chiromante, de Oreste Biancoli (1940). - Il pirata sono io!, de Mario Mattoli (1940). - Il vagabondo, de Carlo Borghesio (1941). - Il fanciullo del West, de Giorgio Ferroni (1943). - La zia di Carlo, de Alfredo Guarini (1943). - Macario contro Zagomar, de Giorgio Ferroni (1944) - L'innocente Casimiro, de Carlo Campogalliani (1945). - Come persi la guerra, de Carlo Borghesio (1947). - L'eroe della strada, de Carlo Borghesio (1948). - Come scopersi l'America, de Carlo Borghesio (1949). - Il monello della strada, de Carlo Borghesio (1950). - Adamo ed Eva, de Mario Mattoli (1950). - Io, Amleto, de Giorgio Simonelli (1952). - Agenzia matrimoniale, de Giorgio Pàstina (1952) | - La famiglia Passaguai fa fortuna, de Aldo Fabrizi (1952). - Italia piccola, de Mario Soldati (1957). - La cambiale, de Camillo Mastrocinque (1959). - I quattro monaci, de Carlo Ludovico Bragaglia (1962). - Totò di notte n. 1, de Mario Amendola (1962). - Uno strano tipo, de Lucio Fulci (1962). - Lo smemorato di Collegno, de Sergio Corbucci (1962). - I quattro tassisti, de Giorgio Bianchi (1963). - I quattro moschettieri, de Carlo Ludovico Bragaglia (1963). - Totò sexy, de Mario Amendola (1963). - Totò contro i quattro, de Steno (1963). - Il monaco di Monza, de Sergio Corbucci (1963). - Nel giorno del Signore, de Bruno Corbucci (1970). - Il prode Anselmo e il suo scudiero, de Bruno Corbucci (1973). - Il piatto piange, de Paolo Nuzzi (1974). - Due sul pianerottolo, de Mario Amendola (1976). |

## Revistas y comedias musicales
| - Sei solo stasera, de Giovanni Molasso (1924) - Senza complimenti, de Giovanni Molasso (1924) - Il pupo giallo, de Piero Mazzuccato (1924) - Vengo con questa mia, de Piero Mazzuccato (1924) - Tam-Tam, de Carlo Rota (1925) - Arcobaleno, de Piero Mazzucato y Carlo Veneziani (1925) - Valigia delle indie, de Ripp y Bel-Ami (1925) - Paese che vai, de Erminio Macario y Enrico M. Chiappo (1929) - Mondo allegro, de Bel-Ami (1936) - Piroscafo giallo, de Erminio Macario, Ripp y Bel-Ami (1937) - Amleto, che ne dici?, de Erminio Macario y Mario Amendola (1944) - Febbre azzurra, de Mario Amendola (1944-1945) - Follie d'Amleto (1946), con Lia Origoni - Le educande di San Babila, de Ermino Macario (1948) - Ocklabama, de Maccari y Mario Amendola (1949) - La bisbetica sognata, de Bassano (1950) - Votate per Venere, de Orio Vengani y Dino Falconi (1951) - Tutte donne meno io (1955) | - L'uomo si conquista la domenica (1955) - Non sparate alla cicogna', de Maccari y Mario Amendola (1957) - E tu, biondina (1957) - Chiamate Arturo 777, de Corbucci y Grimaldi (1958) - Miserie 'd Monssù Travet (1970) - Achille Ciabotto medico condotto (1971-1972) - Carlin Ceruti sarto per tutti (1974) - Due sul pianerottolo (1975-1976) - Oplà, giochiamo insieme (1979) - Undici sopra un ramo (1959) - L'uomo conquista la domenica, de Amendola Maccari (1955) - E tu biondina, de Amendola (1956) - Non sparate alla cicogna, de Amendola Macario (1957) - Bastian contrari, de Bersezio (1971) - Pop al tempo di beat (1966) - Le sei mogli di Erminio VIII, de Amendola Corbucci (1975) |

## Radio
- Il mondo con me, de Dino Falconi y Frattini, con Erminio Macario y la Compañía de revista de Milán, con dirección de Giulio Scarnicci, 22 de octubre de 1953.

## Televisión
- Carlo Alberto, con Carlo Campanini, Tatiana Farnese y Erminio Macario. Dirección de Macario y Lino Procacci, 13 de agosto de 1959.

## Discografía

### Singles
- 1973 - Turin, Turin/La voce degli anni (Fonit-Cetra, SP 1501, 7") la cara B cantada por Loretta Bono
- 1976 - Sanremo Sanremo/La recita è finita (RCA Italiana, TPBO 1201, 7")
- 1980 - Ciao nonnino/Indovina, indovinello (Durium, Ld A 8062, 7")